# 瑙恩霍夫湖

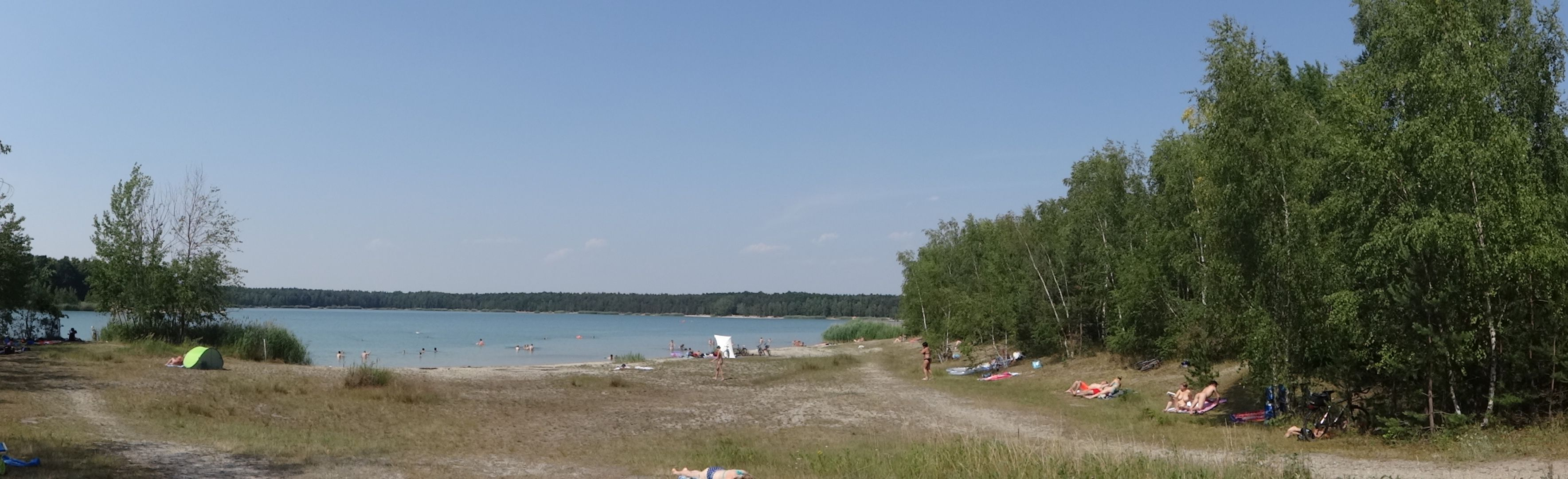

51°17′35″N 12°36′00″E / 51.293°N 12.6°E
瑙恩霍夫湖（德語：Naunhofer See），是德國的湖泊，位於該國東部，由薩克森自由州負責管轄，面積0.57平方公里，海拔高度126米，平均水深3.5米，最大水深25米，水體容量200萬立方米。